# Gongqingcheng

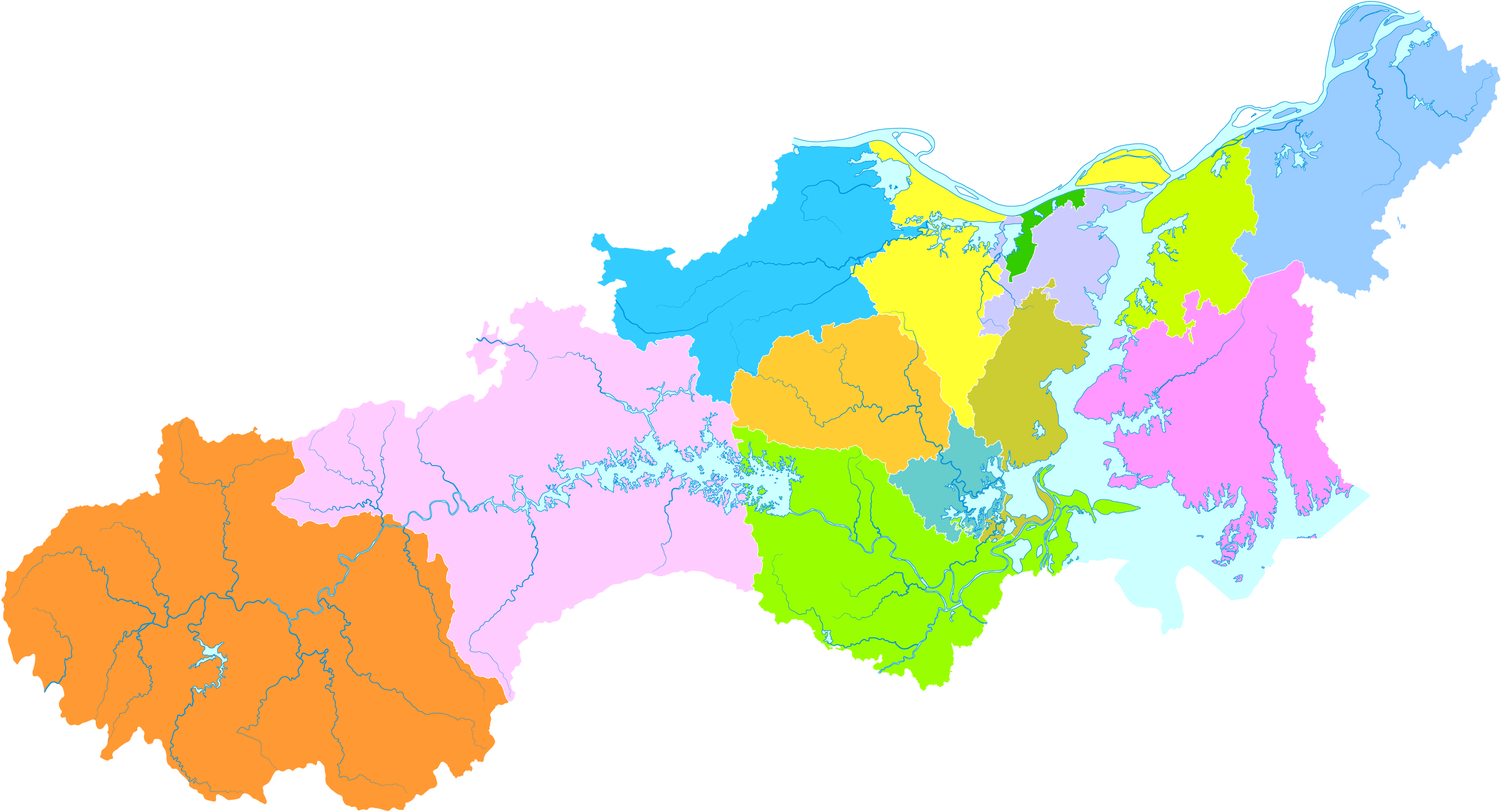
Lage von Gongqingcheng auf dem Gebiet der Stadt Jiujiang

Die Stadt Gongqingcheng (chinesisch 共青城市, Pinyin Gòngqīngchéng Shì – „Stadt der kommunistischen Jugend“) ist eine kreisfreie Stadt, die zum Verwaltungsgebiet der bezirksfreien Stadt Jiujiang in der südchinesischen Provinz Jiangxi gehört. Gongqingcheng hat eine Fläche von 300 km² und zählt 118.986 Einwohner (Stand: Zensus 2010). Die Stadt wurde im November 2010 neu gegründet.

## Geographie
Gongqingcheng liegt im Norden der Provinz Jiangxi, am Fuße des Lu Shan und am Ufer des Poyang Hu, von dessen Oberfläche 23,8 km² zum Stadtgebiet gehören. Vom Stadtzentrum Jiujiangs und von Nanchang, der Hauptstadt Jiangxis, liegt die Stadt nur jeweils rund 50 km entfernt.

## Administrative Gliederung
Gongqingcheng setzt sich aus einem Straßenviertel, zwei Großgemeinden und drei Gemeinden zusammen. Im November 2010 wurde die Stadt aus mehreren Ortschaften zusammengesetzt, die bis dahin drei verschiedenen Kreisen Jiujiangs angehört hatten. Es sind dies:
- aus dem Kreis De’an (德安县):
  - Straßenviertel Chashan (茶山街道);
  - Großgemeinde Ganlu (甘露镇);
  - Gemeinde Jinhu (金湖乡);
- aus dem Kreis Yongxiu (永修县):
  - Großgemeinde Jiangyi (江益镇);
  - die Dörfer Pingtang (坪塘村) und Yanfang (燕坊村) der Großgemeinde Yanfang (燕坊镇);
- aus dem Kreis Xingzi (星子县):
  - Gemeinde Sujiadang (苏家垱乡);
  - Gemeinde Zequan (泽泉乡).

## Geschichte
Ursprünglich war das heutige Stadtgebiet ein Gebiet von Untiefen und Sandbänken am Rand des Poyang Hu. Am 18. Oktober 1955 folgten zunächst 98 Shanghaier Jugendliche dem Aufruf des ZK der KPCh, zogen nach Nord-Jiangxi und begannen hier mit der Trockenlegung und Urbarmachung der Böden. Viele Generationen junger Leute, organisiert vom KJVC folgten und bauten nach und nach hier eine neue Stadt auf.
Nachdem der Staatsrat der Volksrepublik China 2010 die Gründung der kreisfreien Stadt genehmigt hatte, veröffentlichte die Provinzregierung Jiangxis im November 2010 den „Beschluss zur Gründung der Stadt Gongqingcheng“.

## Name der Stadt
Gongqingcheng bedeutet wörtlich „Stadt der kommunistischen Jugend“. Im Beschluss der Provinzregierung heißt es dazu, Gongqingcheng sei der einzige Ort ganz Chinas, der den Namen des KJVC trage. Somit kann man von einer Parallele zu den zahlreichen Städten namens Komsomolsk sprechen, die es in der Sowjetunion gab, und in ihren Nachfolgestaaten bis heute noch gibt.
In China sind Ortsnamen dieser Art sehr selten. Tatsächlich gibt es keinen anderen Ort in China, der nach der Kommunistischen Partei oder einer ihrer Massenorganisationen bzw. Untergliederungen benannt worden wäre. Umbenennungen von Orten nach Personennamen wurden bereits Anfang der 1950er Jahre per Parteibeschluss untersagt. So gibt es in China weder eine Karl-Marx- noch eine Mao-Zedong-Stadt. Die einzige Ausnahme ist Zhongshan, das bereits 1925 nach dem chinesischen Revolutionär und Gründer der Republik Sun Zhongshan benannt wurde. Die einzigen „politischen“ Ortsnamen Chinas, die vor allem auf der Gemeindeebene häufig sind, beziehen sich auf Parolen, Symbole oder Daten von Ereignissen, so z. B. Vorwärts, Aufbau, Roter Stern, Rotes Banner, Erster August (Gründungstag der VBA), Erster Mai usw.